# American saddlebred

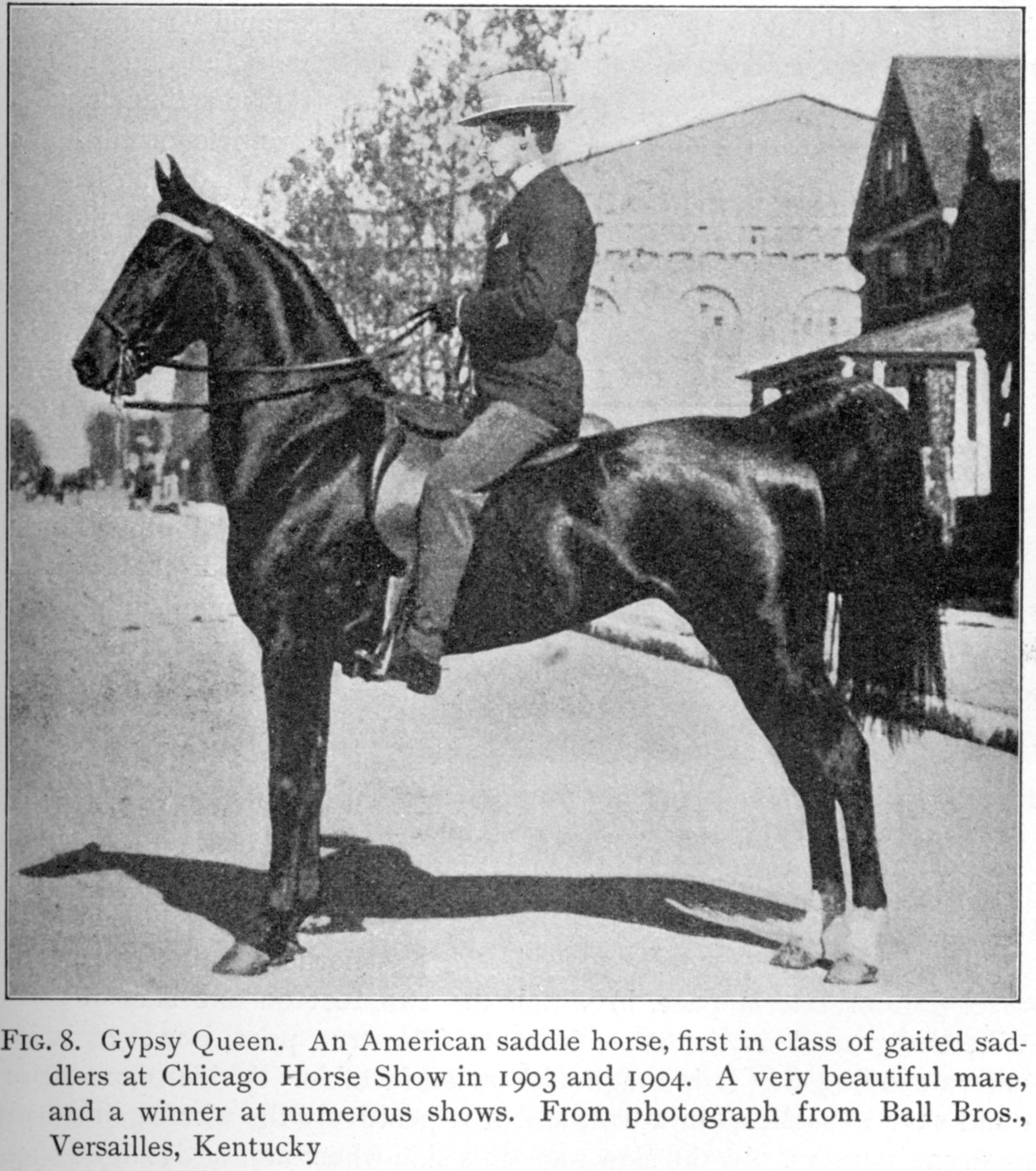
Bereden American-saddlebredmerrie, circa 1906

De American saddlebred is een paardenras, oorspronkelijk afkomstig uit de Verenigde Staten. De American saddlebred is een statig gangenpaard dat vooral onder het zadel wordt uitgebracht in gangenwedstrijden en getoond in paardenshows.

## Eigenschappen
De American saddlebred is een superieur rijpaard met een bijzonder vriendelijk karakter. De stokmaat ligt tussen de 152 en 163 cm. De American saddlebred is licht- of donkerbruin, zwart of vos met aftekeningen.
De American saddlebred is een paard dat prachtig toont: het heeft een edel hoofd met een recht profiel, sprekende ogen en grote, gevoelige neusgaten. Het hoofd rust op een gracieus gebogen hals. Het geheel straalt kracht, elegantie en soepelheid uit. De staart wordt opgebonden, waardoor hij zeer hoog gedragen wordt. Sommige paarden van het ras zijn telgangers.

## Gangenpaard
Het paard werd speciaal gefokt als een comfortabel rijpaard. Het toont zeer veel actie, de gangen zijn verzameld en precies. De saddlebred lijkt te dansen door de baan. Men maakt onderscheid tussen de three-gaited en de five-gaited saddlebreds. De eerste beheerst de drie gebruikelijke paardengangen: stap, draf en galop. De vijfgangs-saddlebred kan daarnaast ook de slow gait (langzame tölt) en de rack (snelle tölt). Deze gangen zijn in Europa bekend van IJslandse paarden.

## Geschiedenis
De American saddlebred heeft veel gemeen met de Tennessee walking horse, die oorspronkelijk eveneens gefokt werd om plantage-eigenaren op gepaste, elegante, maar vooral comfortabele wijze langs hun plantages te voeren. Tot de afstamming van het paard behoren de Engelse volbloed, de narragansett pacer (een historisch ras van dravers) en de Morgan.

## Gebruik
Deze paarden komen voornamelijk uit in shows waarin men de saddle-seat-rijstijl beoefent, die de bijzondere gangen en de flair van de paarden het beste tot uitdrukking brengt. Verder worden ze gebruikt als recreatiepaard en als tuigpaard voor het aangespannen rijden.

## Overige
Het ras wordt sinds 1980 American saddlebred genoemd, daarvoor ook American saddle horse, en nog vroeger stond het bekend als Kentucky saddler.

## Afbeeldingen

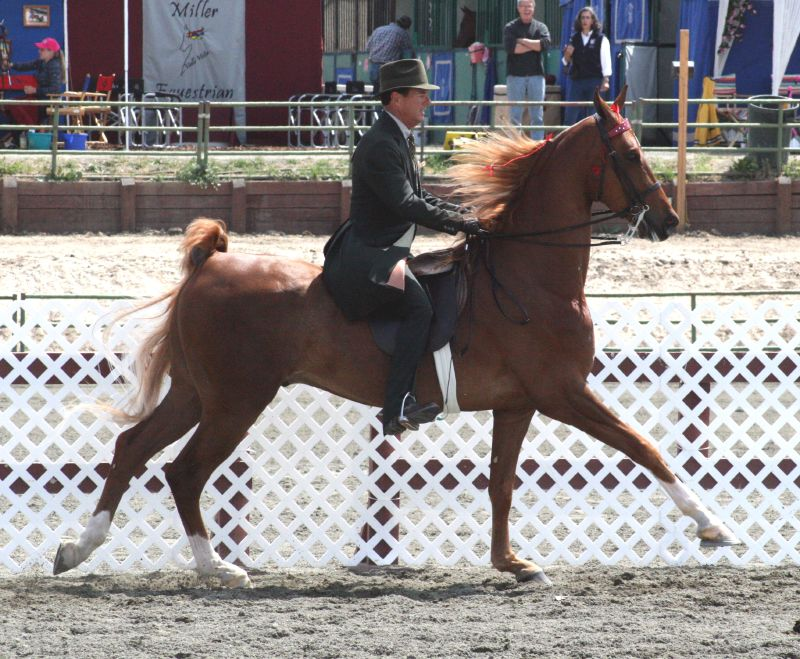
American saddlebred in galop
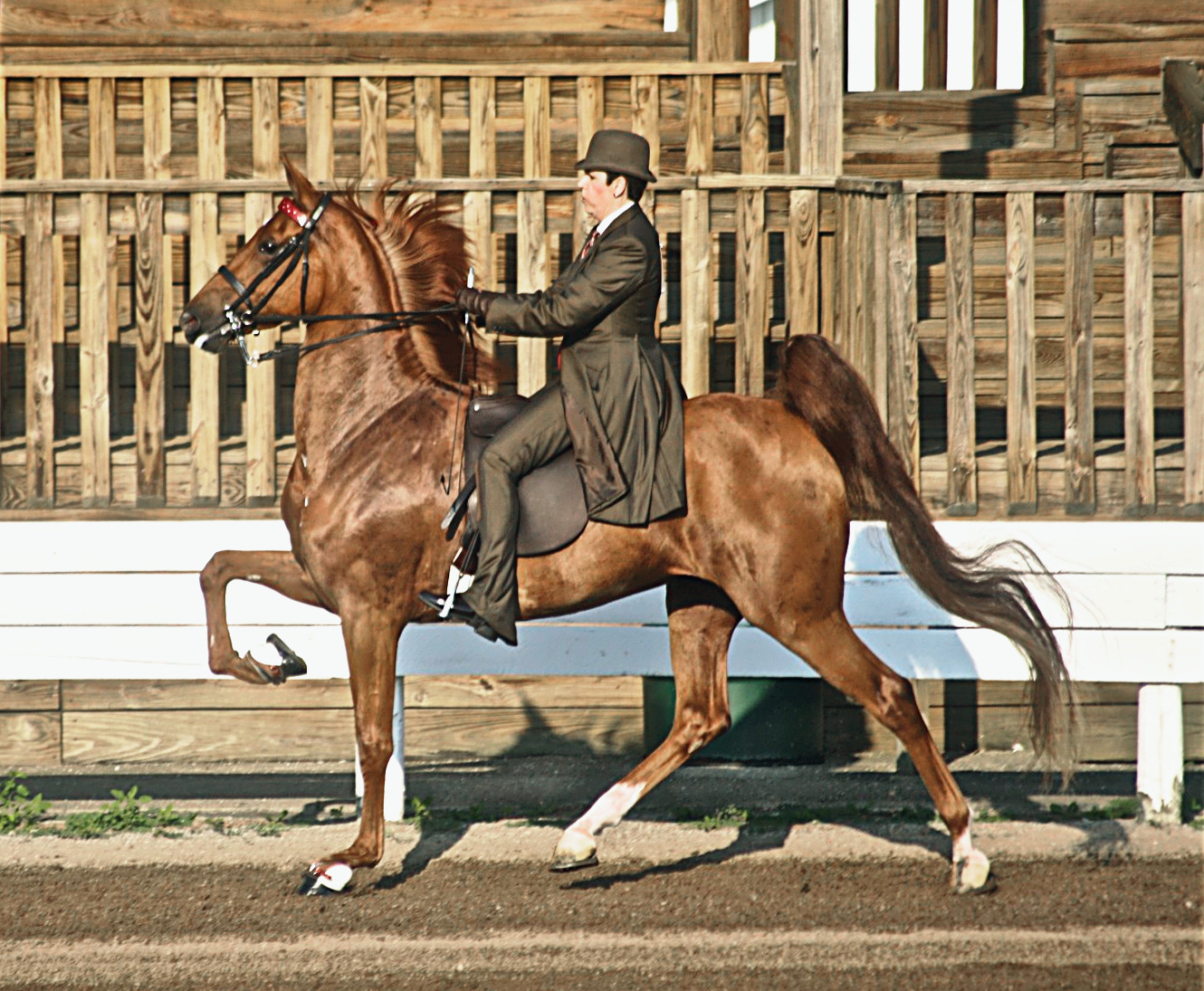
American saddlebred in tölt
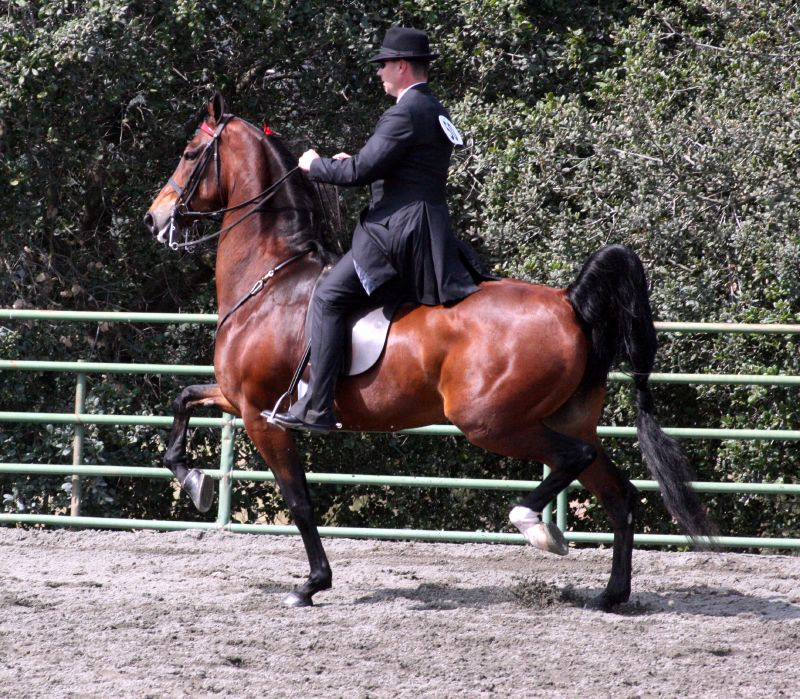
De hoge knieactie is typisch voor dit ras